# Carte (Einheit)
Carte war ein französisches Volumen- und Getreidemaß für trockene Waren. Es war in seiner Größe recht unterschiedlich. Verbreitet war das Maß in Savoyen.
- 1 Carte = 998,62 Pariser Kubikzoll[1] = 19,81 Liter
- 1 Carte = 14 Maß (Wiener)[2] = 21,22 Liter
- 1 Carte = 2 Imal
- 4 Carte = 1 Real/Resal

Der Imal als Getreidemaß war im Herzogtum Lothringen verbreitet.
- 6 Imal = 1 Resal = 15 Boisseaux (Pariser Scheffel) etwa 180 Pfund (Weizen)